# 酢飯

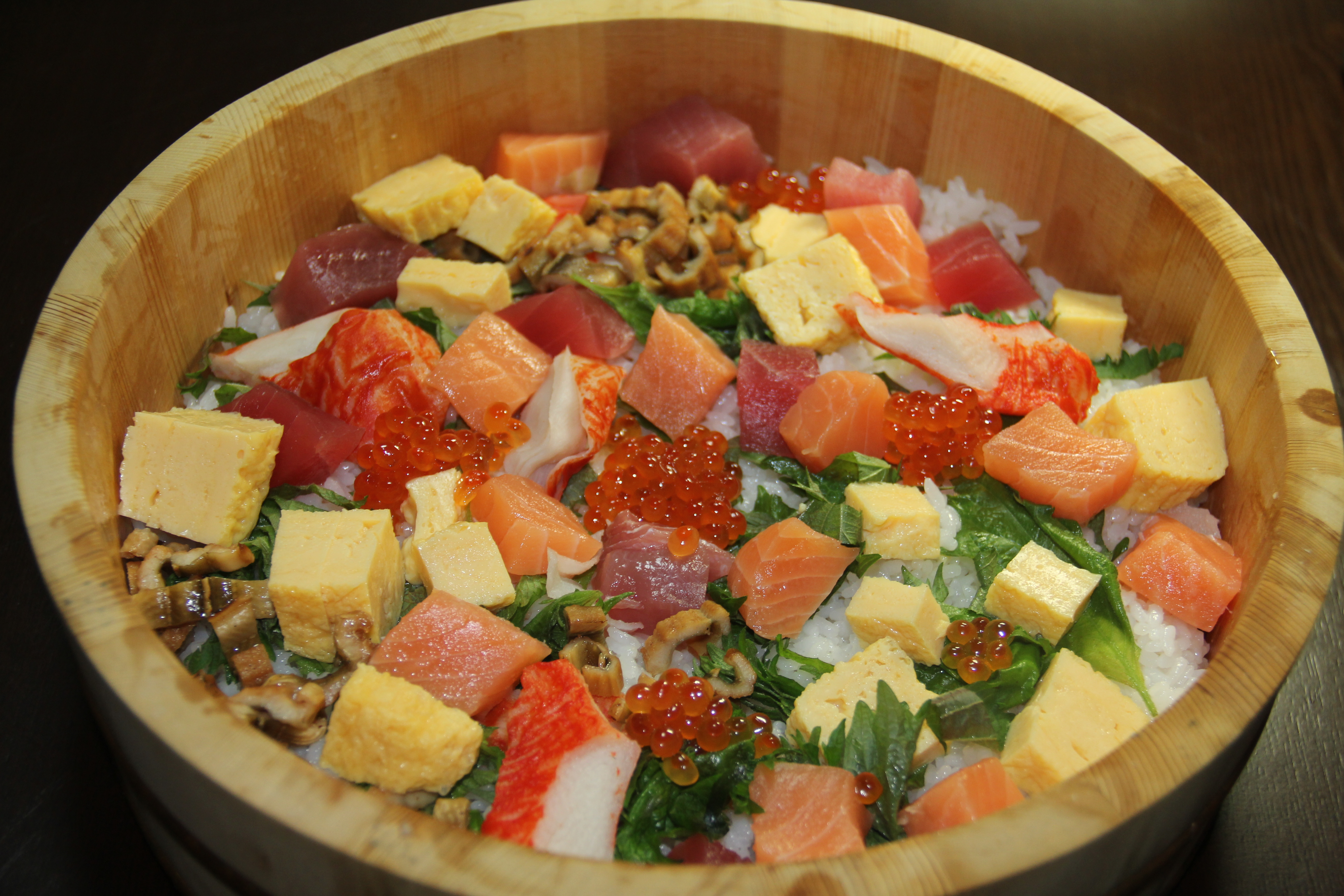
酢飯を使用したちらし寿司

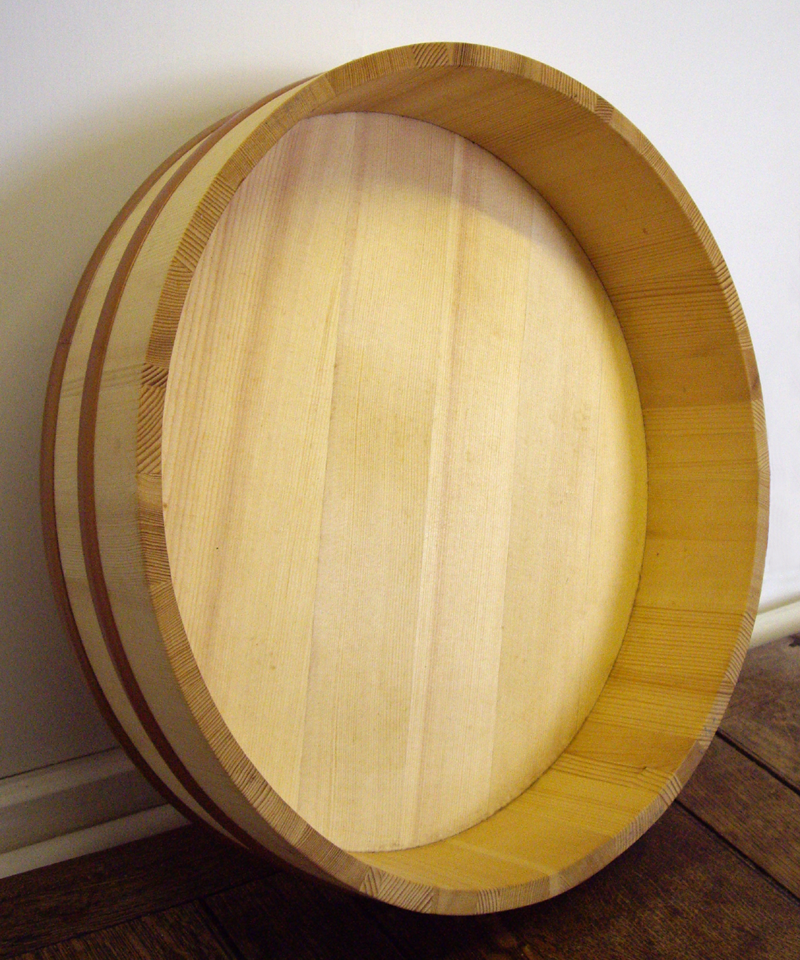
酢飯を作るときに使用する寿司桶

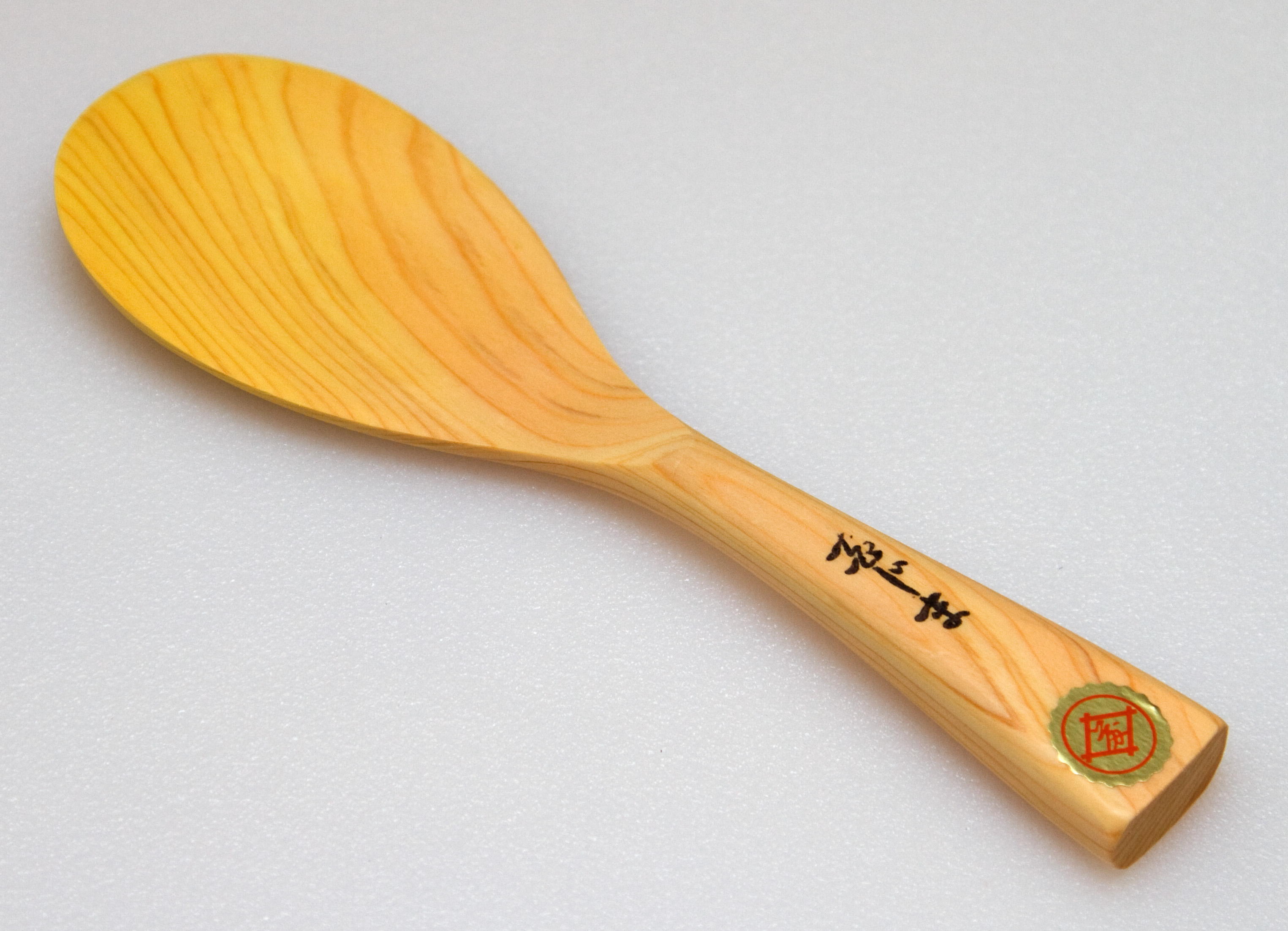
酢飯を作るときに使用するしゃもじ

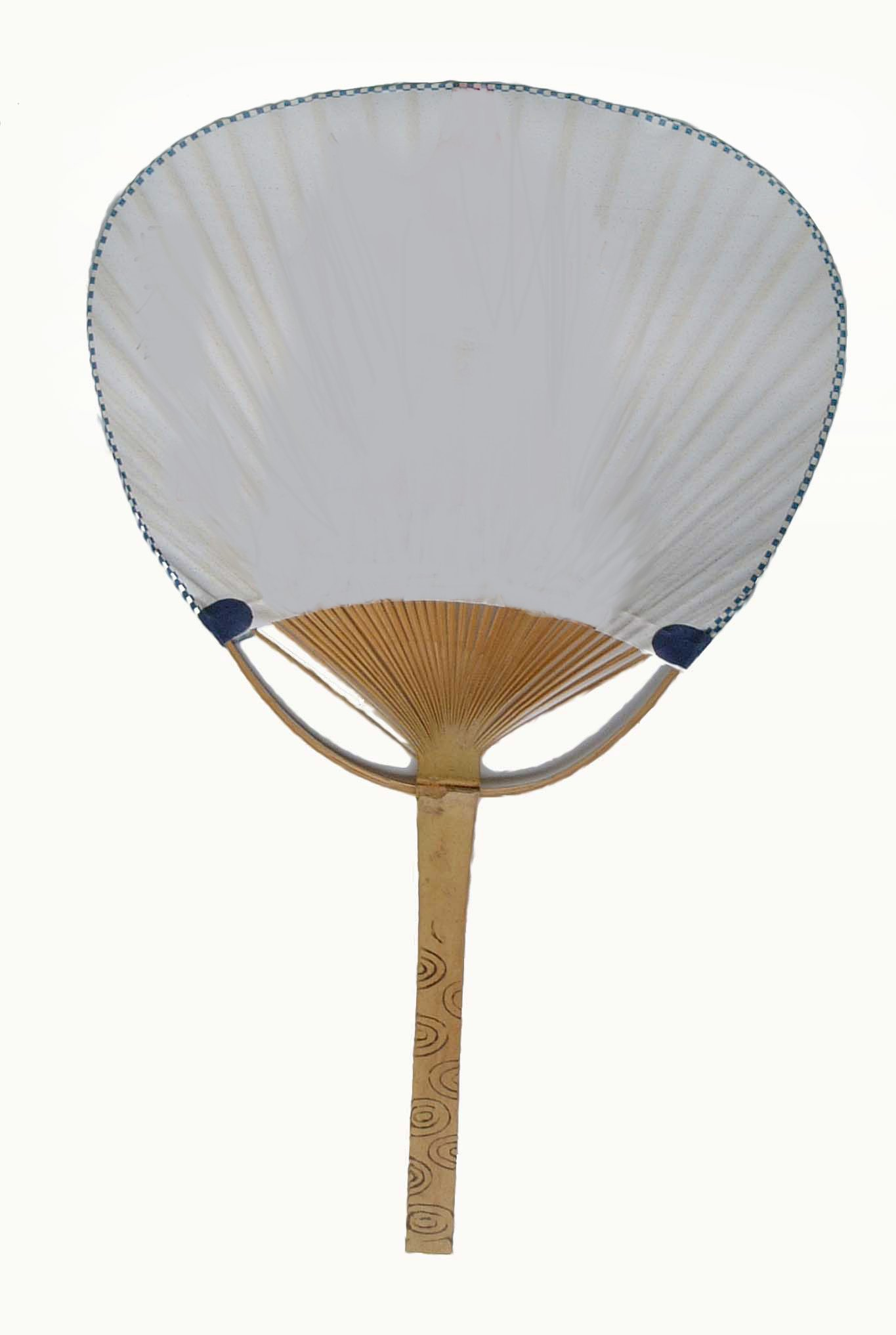
酢飯を作るときに使用するうちわ

酢飯（すめし）は、酢と塩や砂糖などで調味した飯である。寿司飯（すしめし）とも呼ばれる。主に江戸前寿司（早寿司）で使われ、寿司屋でシャリ（握り寿司#符牒参照）と言った場合にはこの酢飯のことを指す。
独特の風味があり、保存性に優れる特徴がある（酢や糖分には、冷めた飯が硬くなるのを防ぐ効果がある）。寿司種と同等以上に特徴や寿司職人の差が出る。

## 作り方
ご飯用ではなく寿司飯に向いた米を使用する事が多い。米はよく研いで、ご飯より水加減は少なめで炊飯する。そのようにして炊き上げた飯を寿司桶に移し、「寿司酢」（酢と塩や砂糖などを合わせたもの。「合わせ酢」とも言う）を回しかけてから切り混ぜる（「シャリ切り」とも言う）。酢は元々酒造りの副産物として手に入りやすく、独特の風味と旨みがある赤酢を主に用いて糖類は加えていなかったが、戦後の黄変米事件で色のある寿司飯が敬遠されるようになり、以降は白酢が主流になる一方で足りない風味とコクを砂糖で補うようになった。
寿司酢を使用する際には、飯が熱いうちにあわせ酢を回しかけてから手早く切り混ぜる。寿司酢が飯全体に馴染んだ後、うちわで扇いであら熱を取る。これは、余分な水分を湯気として飛ばし、熱によって酢の香味が失われないようにするためである。扇ぎながら混ぜると酢が飯粒の中まで浸透しにくくなり、酢飯が不味くなる。混ぜる容器に木製のたらいのような形状をした「飯台（おひつ）」もしくは「半切」というものを使用するのもこのためである。ただし、上記の方法だとご飯がベチャッとなりやすい。
切り混ぜる際にはしゃもじを横方向にすばやく動かし、「切る」ようにしてムラ無く全体にあわせ酢を馴染ませる。うちわで風を送って充分に冷ましたあと、調理に用いる。風の送り方はいわゆる職人の技となっており、また冷蔵庫などで常温以下に冷やすと飯がばらけ、美味しくない結果に陥る。なお、熱いままあるいは温かいままの酢飯は酢の匂いが強すぎて、香味というよりはむしろ鼻を突く刺激となるので、常温近くまで冷ましてから供する。
あわせ酢の混合比と飯に対する配合比も調理人の力量の見せ所であり、米の質によっても大きく影響を受ける。特に寿司の場合、寿司種の種類や状態によって職人の勘で調整する。寿司店でも各家庭でも特徴が違うのは、それら技量に基づく配分の違いによる。
一般家庭では、ご飯として通常に炊き上げた飯に混ぜ込むだけで酢飯が出来上がる、粉末状あるいは液状の調味料を利用することがある。

## 料理
酢飯を使用する料理。地方によっては、酢飯ではなく酢を使用していない混ぜご飯を使用する場合もある。
- 江戸前寿司（握り寿司）
- 海苔巻き（巻き物）
- 稲荷寿司
- ちらし寿司
- 押し寿司、箱寿司

## 使用する道具
- 寿司桶
- しゃもじ
- うちわ